# Псалом
Псало́м (через староцерк.-слов. ѱалъмъ від грец. ψαλμός, псалмо́с, означає спів при акомпанементі струнного інструмента з назвою «псалтерій») — вид релігійної пісні, ліричний молитовний твір, що як складова частина входить у Псалтир.
150 псалмів складають Псалтир, 19-у книгу Старого Завіту. Приблизно половина псалмів приписується цареві Давиду.
Псалми́ — це пісні релігійного змісту, що були написані на честь свят, обрядів поклоніння або на відзначення трагічних подій.